# 佐々木研究所

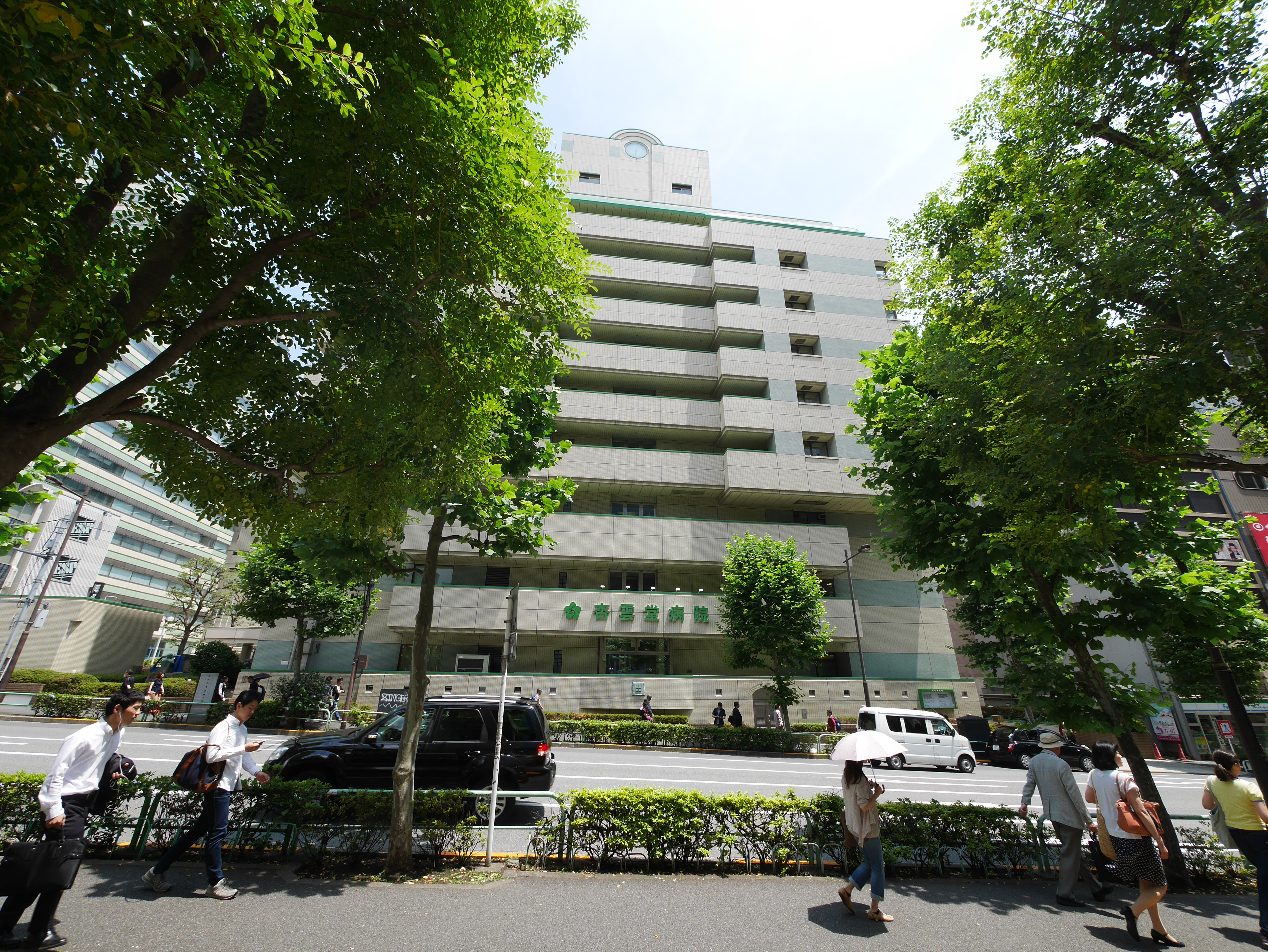
佐々木研究所附属杏雲堂病院（神田駿河台）

公益財団法人佐々木研究所（こうえきざいだんほうじん ささきけんきゅうじょ）は、がん及び疾患の予防法・診断法・治療法に関する臨床を中心とした調査及び研究開発の事業を実施している公益法人。事業所として東京都千代田区神田駿河台に佐々木研究所、杏雲堂病院、神奈川県平塚市に湘南健診センターを有している。

## 佐々木研究所

### 概要
東京都千代田区神田駿河台にある公益財団法人佐々木研究所の附属研究所で、基礎医学のうち主に病理学、生化学の観点からがん分野の研究を行ってきた。現在、がんと共存しながらがんでは死なない社会の実現を目指し、がんを中心とした疾病に関する基礎研究を行っている。初代理事長兼所長の佐々木隆興（佐々木政吉の養嗣子）は、二度の帝国学士院恩賜賞及び文化勲章を受章し、第二代所長の吉田富三は、帝国学士院恩賜賞及び文化勲章を受章している。

### 沿革
| 明治15年 | 1882年 | 佐々木東洋、神田駿河台に杏雲堂医院設立                                                              |
| 明治27年 | 1894年 | 第二代院長の佐々木政吉、自邸敷地に研究室を新築し結核の研究開始、佐々木研究所の母体となる            |
| 明治36年 | 1903年 | 第三代院長に佐々木隆興、研究を開始                                                                  |
| 大正13年 | 1924年 | 佐々木隆興、「細菌によるアミノ酸の分解に関する研究」で帝国学士院恩賜賞受賞                          |
| 昭和11年 | 1936年 | 佐々木隆興、吉田富三と共に「アゾ色素肝癌に関する研究」で、再度帝国学士院恩賜賞                      |
| 昭和14年 | 1939年 | 文部省所管財団法人「佐々木研究所」設立認可、佐々木隆興初代理事長兼研究所長                          |
| 昭和15年 | 1940年 | 佐々木隆興、文化勲章受章                                                                            |
| 昭和25年 | 1950年 | 吉田富三、吉田肉腫・腹水型肝癌の研究開始                                                            |
| 昭和28年 | 1953年 | 吉田富三、「吉田肉腫の病理学的研究」で、再度帝国学士院恩賜賞を受賞                                  |
| 昭和34年 | 1959年 | 吉田富三、文化勲章を受章                                                                            |
| 昭和41年 | 1966年 | 第9回UICC国際癌会議、吉田富三会長、佐々木隆興名誉会長                                               |
| 平成2年  | 1990年 | 研究所棟新築落成、3研究部門（病理部・生化学部・細胞遺伝部）を設置                                   |
| 平成18年 | 2006年 | 臨床研究に特化、6臨床研究部門（内科系、外科系、予防医学系、看護学系、診療支援系、病院管理系）を設置 |
| 平成22年 | 2010年 | 腫瘍ゲノム学系臨床研究部門を新設、7臨床研究部門(部長9名、主任研究員9名,全て杏雲堂病院兼任）となる   |
| 平成29年 | 2017年 | 5基礎研究部体制に改変．腫瘍ゲノム、分子代謝制御、腫瘍細胞の3研究部を設置                            |
| 平成30年 | 2018年 | ペプチドミクス研究部を設置                                                                          |

### 歴代所長
| 佐々木隆興 | 1938年 - 1953年        |
| 吉田富三   | 1953年 - 1973年        |
| 佐々木洋興 | 1973年 - 1990年        |
| 佐々木本道 | 1990年 - 1995年        |
| 橋本嘉幸   | 1995年 - 2001年        |
| 黒川雄二   | 2001年4月 - 2001年9月  |
| 前川昭彦   | 2001年10月 - 2006年3月 |
| 黒川雄二   | 2006年 - 2010年        |
| 関谷剛男   | 2010年 - 2020年        |
| 佐々木敬   | 2020年 - 2022年        |
| 椙村春彦   | 2022年 -               |

## 参考資料
- 沢田百泉著 『お医者山脈』 1976年
- （財）佐々木研究所編
  - 『佐々木隆興先生論文集』 1965年
  - 『杏雲堂病院百年史』 1983年
  - 『財団法人佐々木研究所五十年史』 1990年
  - 『（財）佐々木研究所附属杏雲堂平塚病院100年史』 1997年
  - 『佐々木本道先生追悼文集』1997年
- 吉田富三著　『癌の発生』（非売品）　1944年
- 佐藤博著　『癌の生態学 癌には個性がある』，講談社ブルーバックス，1986年
- 特集「化学物質のリスク評価・管理における毒性病理学の重要性と佐々木研究所の果した歴史的役割」,化学生物総合管理,Vol. 1 . pp.307-373, 特定非営利活動法人 化学生物総合管理学会 2005年